# Raionul Letîciv, Hmelnîțkîi
Letîciv (în ucraineană Летичівський район, transliterat: Letîcivskîi raion) este un raion în regiunea Hmelnîțkîi, Ucraina. Reședința sa este așezarea de tip urban Letîciv.

## Demografie
Componența lingvistică a raionului Letîciv
     Ucraineană (98,22%)
     Rusă (1,54%)
     Alte limbi (0,18%)
Conform recensământului din 2001, majoritatea populației raionului Letîciv era vorbitoare de ucraineană (98,22%), existând în minoritate și vorbitori de rusă (1,54%).